# Liste der Geotope im Landkreis Eichstätt
Diese Liste enthält die Geotope des Oberbayerischen Landkreises Eichstätt in Bayern.
Die Liste enthält die amtlichen Bezeichnungen für Namen und Nummern des Bayerischen Landesamt für Umwelt (LfU) sowie deren geographische Lage. Diese Liste ist möglicherweise unvollständig. Im Geotopkataster Bayern sind etwa 3.400 Geotope (Stand März 2020) erfasst. Das LfU sieht einige Geotope nicht für die Veröffentlichung im Internet geeignet. Einige Objekte sind zum Beispiel nicht gefahrlos zugänglich oder dürfen aus anderen Gründen nur eingeschränkt betreten werden.
| Name                                                      | Bild           | Geotop ID | Gemeinde / Lage       | Geologische Raumeinheit | Beschreibung | Fläche m² / Ausdehnung m | Geologie                                                                                         | Aufschlussart        | Wert               | Schutzstatus                                           | Bemerkung                       |
| --------------------------------------------------------- | -------------- | --------- | --------------------- | ----------------------- | --- | ------------------------ | ------------------------------------------------------------------------------------------------ | -------------------- | ------------------ | ------------------------------------------------------ | ------------------------------- |
| Ehemaliger Steinbruch NW von Adelschlag                   |                | 176A001   | Adelschlag Position   | Südliche Frankenalb     | Bester Aufschluss in den Kieselplattenkalken des Malm Zeta 3, an der Basis liegt eine dicke Riffschuttbank. Der Aufschluss ist stark verwachsen und teilweise von Müllablagerungen bedeckt. | 250 25 × 10              | Typ: Schichtfolge Art: Kalkstein                                                                 | Steinbruch           | wertvoll           | Naturdenkmal, Naturpark                                |                                 |
| Steinbruch S vom Sportplatz Schernfeld                    | weitere Bilder | 176A003   | Schernfeld Position   | Südliche Frankenalb     | Hier ist die Obereichstätter Schieferfazies aufgeschlossen. Im oberen Bereich liegt die scharf abgesetzte Hangende Krumme Lage. | 5000 100 × 50            | Typ: Schichtfolge Art: Kalkstein                                                                 | Steinbruch           | wertvoll           | Naturpark                                              |                                 |
| Ehem. Steinbruch Wasserzell am Frauenberg bei Eichstätt   |                | 176A004   | Eichstätt Position    | Südliche Frankenalb     | Der ehemalige Steinbruch erschließt die Unteren Schiefer (Malm Zeta 2A) und darüber die Trennende Krumme Lage. Es sind nur noch Restaufschlüsse vorhanden. | 20000 200 × 100          | Typ: Schichtfolge Art: Kalkstein                                                                 | Steinbruch           | bedeutend          | Landschaftsschutzgebiet, FFH-Gebiet, Vogelschutzgebiet |                                 |
| Ehemaliger Steinbruch am Steigweg bei Obereichstätt       |                | 176A006   | Dollnstein Position   | Südliche Frankenalb     | Der kleine Steinbruch erschloss den obersten Malm Zeta 1 (Mergelschiefer mit Dachhornsteinlagen), der nur selten aufgeschlossen ist. Die restliche Aufschlussfläche beträgt nur noch ca. 2 Quadratmeter. | 100 20 × 5               | Typ: Gesteinsart Art: Kalkstein                                                                  | Steinbruch           | wertvoll           | Naturdenkmal, Landschaftsschutzgebiet, FFH-Gebiet      |                                 |
| Ehemalige Steinbrüche am Reisberg S von Böhmfeld          |                | 176A007   | Böhmfeld Position     | Südliche Frankenalb     | Die Steinbrüche (Obere Bankkalke des Malm Zeta 3) sind auf 5 – 10 Hektar verstreut. Die Reisberg-Wanderwege sind mit Erläuterungstafeln ausgestattet. | 1000000 1000 × 1000      | Typ: Gesteinsart Art: Kalkstein                                                                  | Steinbruch           | wertvoll           | Naturdenkmal, Landschaftsschutzgebiet, Naturpark       |                                 |
| Ehemalige Kiesgrube Arnsberg                              |                | 176A009   | Kipfenberg Position   | Südliche Frankenalb     | In der Kiesgrube Arnsberg ist ältestes Pleistozän der Altmühl-Donau aufgeschlossen. Es finden sich sowohl nordfränkische (Urmain) als auch alpine Gerölle. | 200 20 × 10              | Typ: Gesteinsart Art: Kies                                                                       | Kiesgrube/Sandgrube  | bedeutend          | Landschaftsschutzgebiet, Naturpark                     |                                 |
| Ehemalige Sandgrube W von Ensfeld                         |                | 176A011   | Mörnsheim Position    | Riesalb                 | In der Sandgrube bei Ensfeld sind unter Kieselkreide bunte Tone, Sande und Gerölle aufgeschlossen. | 15000 100 × 150          | Typ: Schichtfolge Art: Sand, Kieselerde                                                          | Kiesgrube/Sandgrube  | wertvoll           | Naturdenkmal, Landschaftsschutzgebiet, Naturpark       |                                 |
| Ehemaliger Steinbruch N von Gaimersheim                   | weitere Bilder | 176A013   | Gaimersheim Position  | Südliche Frankenalb     | In den Karstfüllungen des Steinbruchs Gaimersheim wurden zahlreiche tertiäre Fossilien gefunden (Wirbeltier-Fauna). Das Gebiet wird überlagert von Süßwasserkalken. | 40000 200 × 200          | Typ: Tierische Fossilien, Gesteinsart Art: Lehm, Dolomitstein                                    | Steinbruch           | wertvoll           | Naturpark                                              |                                 |
| Ehemaliger Steinbruch SE von Schernfeld                   |                | 176A015   | Schernfeld Position   | Südliche Frankenalb     | Über den Solnhofener Schichten und der Hangenden Krummen Lage (Malm Zeta 2) sind auch noch die Mörnsheimer Schichten (Malm Zeta 3) aufgeschlossen. Der Steinbruch wird für Müllablagerungen missbraucht. | 2500 50 × 50             | Typ: Schichtfolge Art: Kalkstein                                                                 | Steinbruch           | wertvoll           | Naturdenkmal, Landschaftsschutzgebiet, FFH-Gebiet      |                                 |
| Kalkschieferbruch E von Zandt                             | weitere Bilder | 176A016   | Denkendorf Position   | Südliche Frankenalb     | Der Schieferbruch Zandt ist der wichtigste Aufschluss der Plattenkalke der Schamhauptener Wanne, mit typischer Bankung. In der Nordwestecke sind lehmverfüllte Karstspalten sowie eine Diskordanz aufgeschlossen. | 50000 100 × 500          | Typ: Schichtfolge, Karstschlot, Karstspalte, Tierische Fossilien Art: Kalkstein                  | Steinbruch           | besonders wertvoll | Landschaftsschutzgebiet, Naturpark                     |                                 |
| Steinbruch Leibrecht am Arzberg W von Töging              | weitere Bilder | 176A017   | Beilngries Position   | Südliche Frankenalb     | Der Steinbruch erschließt die komplette Schichtfolge vom oberen Malm Alpha über Malm Beta und Platynota-Mergel bis über die Crussoliensis-Mergel in den untersten Lagen des Malm Delta. | 40000 200 × 200          | Typ: Schichtfolge Art: Kalkstein, Mergelstein                                                    | Steinbruch           | wertvoll           | Landschaftsschutzgebiet, FFH-Gebiet, Vogelschutzgebiet | Bayerns schönste Geotope Nr. 51 |
| Aufgelassener Steinbruch am westlichen Arzberg            | weitere Bilder | 176A018   | Beilngries Position   | Südliche Frankenalb     | Aufgeschlossen ist ein Querschnitt durch das Profil Oxford-Kimeridge. Am Fuß der Steilwand befindet sich ein Schießplatz. | 45000 450 × 100          | Typ: Schichtfolge, Tierische Fossilien Art: Kalkstein                                            | Steinbruch           | wertvoll           | Naturschutzgebiet, Landschaftsschutzgebiet, FFH-Gebiet |                                 |
| Straßenaufschluss an der Torleite W von Dollnstein        |                | 176A019   | Dollnstein Position   | Riesalb                 | Das Profil zeigt einen Querschnitt im Grenzbereich Malm Epsilon-Zeta. Die ca. 20 cm mächtige Mergelschicht mit rötlicher Verwitterungsfarbe zeigt die obere Schichtgrenze des Malm Epsilon an. | 4000 400 × 10            | Typ: Gesteinsart Art: Kalkstein                                                                  | Böschung             | wertvoll           | Landschaftsschutzgebiet, Naturpark                     |                                 |
| Ehemalige Steinbrüche am Hirschberg W von Beilngries      | weitere Bilder | 176A020   | Beilngries Position   | Südliche Frankenalb     | Der Steinbruch am Hirschberg zeichnet sich durch seinen Fossilienreichtum aus. | 40000 200 × 200          | Typ: Schichtfolge Art: Kalkstein                                                                 | Steinbruch           | wertvoll           | Landschaftsschutzgebiet, FFH-Gebiet, Naturpark         |                                 |
| Straßenaufschluss SE von Ensfeld                          |                | 176A022   | Mörnsheim Position    | Riesalb                 | Der Aufschluss zeigt sehr dünnschichtige Plattenkalke der Mörnsheimer Schichten, die hier sehr reich an (allerdings schlecht erhaltenen) Ammoniten sind. Auch Korallen wurden hier gefunden. Nach Süden erfolgt der Übergang zur Massigen Fazies. ACHTUNG! GEFAHR DURCH ABRUTSCHENDES GESTEIN! | 3000 300 × 10            | Typ: Gesteinsart, Tierische Fossilien Art: Kalkstein                                             | Böschung             | wertvoll           | Landschaftsschutzgebiet, FFH-Gebiet, Naturpark         |                                 |
| Ehem. Dolomitbruch NW von Böhmfeld                        |                | 176A025   | Hitzhofen Position    | Südliche Frankenalb     | Der kleine ehemalige Dolomitbruch schließt eine besonders löchrig-poröse Varietät des Gesteins auf. Durch die Verwitterung der Bruchwand wurden Dolomitkonkretionen im Gestein erkennbar. | 100 20 × 5               | Typ: Gesteinsart, Sedimentstrukturen Art: Dolomitstein                                           | Steinbruch           | bedeutend          | Landschaftsschutzgebiet, Naturpark                     |                                 |
| Ehemaliger Steinbruch SW von Petersbuch                   |                | 176A027   | Titting Position      | Südliche Frankenalb     | Der ehemalige Steinbruch auf Treuchtlinger Marmor wurde schachtartig nach unten abgeteuft. | 400 20 × 20              | Typ: Gesteinsart, Steinbruch/Grube Art: Kalkstein                                                | Steinbruch           | bedeutend          | Naturpark                                              |                                 |
| Ehemaliger Plattenkalkbruch Kesseltal am Solnhofener Berg |                | 176A028   | Mörnsheim Position    | Riesalb                 | Die gut erhaltene hohe Abbauwand erschließt ein Profil durch die oberen Solnhofener Schichten mit der hangenden Krummen Lage und den überlagernden Mörnsheimer Schichten. | 7500 150 × 50            | Typ: Schichtfolge, Tierische Fossilien, Sedimentstrukturen Art: Kalkstein                        | Steinbruch           | wertvoll           | FFH-Gebiet, Vogelschutzgebiet, Naturpark               |                                 |
| Ehem. Steinbruch am Speckberg W der Speckmühle            | weitere Bilder | 176A031   | Nassenfels Position   | Südliche Frankenalb     | Im unteren Teil des aufgelassenen Steinbruchs sind gebankte Kalke aufgeschlossen, die nach oben in massigen Kalk übergehen. Ein einzigartiges Profil in den Riffrandkalken des Malm Zeta 3. | 1000 50 × 20             | Typ: Schichtfolge Art: Kalkstein                                                                 | Steinbruch           | wertvoll           | Naturdenkmal, Landschaftsschutzgebiet, Naturpark       |                                 |
| Sammlersteinbruch am Blumenberg W von Eichstätt           | weitere Bilder | 176A032   | Eichstätt Position    | Südliche Frankenalb     | Hier wurde 1877 das dritte Skelett des Urvogels Archaeopteryx gefunden, das nach Berlin verkauft wurde. Inzwischen ist dieser Bruch von der Stadt Eichstätt für private Sammler freigegeben. Der anfallende Schutt wird regelmäßig entfernt. | 6000 150 × 40            | Typ: Gesteinsart, Tierische Fossilien Art: Kalkstein                                             | Steinbruch           | wertvoll           | Naturpark                                              |                                 |
| Ehemaliger Steinbruch W von Ettling                       | weitere Bilder | 176A033   | Pförring Position     | Südliche Frankenalb     | Der ehemalige Steinbruch am westlichen Ortsrand von Ettling stellt den besten Aufschluss der Plattenkalke der Hartheimer Wanne dar. In der Mitte der etwa 20 m hohen Aufschlusswand ist eine etwa 2 m mächtige Krumme Lage zu erkennen. Die Schichtdicken reichen von wenigen Millimetern bis zu einigen Dezimetern. Im Bruch sind Sammler aktiv. | 4500 150 × 30            | Typ: Gesteinsart, Sedimentstrukturen Art: Kalkstein                                              | Steinbruch           | wertvoll           | kein Schutzgebiet                                      |                                 |
| Aufschluss beim Wasserbehälter E von Breitenfurt          |                | 176A034   | Dollnstein Position   | Südliche Frankenalb     | An der Grenze von den liegenden Schichtkalken des Malm Epsilon zu den hangenden Schichtkalken der Geisental-Schichten (Malm Zeta 1) ist die ca. 20 cm mächtige charakteristische Rote Lage aufgeschlossen. | 75 15 × 5                | Typ: Schichtfolge, Standard-/Referenzprofil Art: Kalkstein, Mergelstein                          | sonstiger Aufschluss | wertvoll           | Landschaftsschutzgebiet, FFH-Gebiet, Naturpark         |                                 |
| Kreideaufschluss im Wellheimer Oberholz W von Wellheim    |                | 176A035   | Wellheim Position     | Riesalb                 | Im ehemaligen Steinbruch ist die Schichtfolge der Wellheimer Kreide mit Grob- und Feinsanden und überlagernder Kieselkreide aufgeschlossen. Als Bodenbildungen sind ausgeprägte Podsole und Pseudogleye anzutreffen. | 6000 120 × 50            | Typ: Gesteinsart, Schichtfolge Art: Kalkstein, Sandstein                                         | Steinbruch           | bedeutend          | Landschaftsschutzgebiet, Naturpark                     |                                 |
| Fossiliensteinbruch NW von Schamhaupten                   |                | 176A036   | Altmannstein Position | Südliche Frankenalb     | Im Fossiliensteinbruch Schamhaupten wurden Plattenkalke des Oberen Malm in der so genannten Schamhauptener Wanne abgelagert. Das Material ist relativ fossilarm, Mangandendriten sind häufig. Geologie, Abbau, Verwendung usw. des Kalkes sind durch insgesamt sieben Schautafeln sehr gut erläutert. | 2100 70 × 30             | Typ: Tierische Fossilien, Gesteinsart, Schichtfolge, Steinbruch/Grube Art: Kalkstein             | Steinbruch           | besonders wertvoll | Landschaftsschutzgebiet, Naturpark                     |                                 |
| Ehem. Steinbruch Imberg E von Walting                     |                | 176A037   | Walting Position      | Südliche Frankenalb     | Der aufgelassene Steinbruch Imberg ist mittlerweile fast vollständig verfüllt. Ein kleiner Teil wird offensichtlich von Sammlern als Schurf offen gehalten. Aufgeschlossen ist der fast fossilleere Pfalzpainter Plattenkalk. | 160 20 × 8               | Typ: Gesteinsart, Schichtfolge, Steinbruch/Grube Art: Kalkstein                                  | Steinbruch           | bedeutend          | Landschaftsschutzgebiet, Naturpark                     |                                 |
| Steinbrüche NE von Obereichstätt                          | weitere Bilder | 176A038   | Schernfeld Position   | Südliche Frankenalb     | Im Gebiet Schernfeld-Wegscheid-Obereichstätt befinden sich mehrere aktive Steinbrüche, in denen die Unteren Solnhofener Schichten abgebaut werden. Zum Teil findet schrittweise Verfüllung statt. Ein Rundwanderweg (Fossilienpfad) informiert über Geologie und Paläontologie. | 3000000 2000 × 1500      | Typ: Gesteinsart, Schichtfolge, Tierische Fossilien, Steinbruch/Grube Art: Kalkstein             | Steinbruch           | wertvoll           | Naturpark                                              |                                 |
| Fossilien-Besuchersteinbruch Mühlheim                     | weitere Bilder | 176A040   | Mörnsheim Position    | Riesalb                 | Der Besuchersteinbruch liegt auf dem Schaudiberg südöstlich von Mühlheim. Hier werden Plattenkalke der Mörnsheim-Formation (Malm Zeta 3) systematisch Schicht für Schicht abgebaut und auf ihren Fossilinhalt untersucht. Dabei wurden bereits zahlreiche aufsehenerregende Funde gemacht, darunter auch neue Arten. Der Steinbruch ist von April bis Oktober täglich auch für Besucher geöffnet. Gegen Eintrittsgebühr kann hier mit Fundgarantie nach Fossilien gesucht werden. Weitere Informationen im Internet unter www.besuchersteinbruch.de. Im Steinbruchgelände gibt es einen Steinbruchlehrpfad mit acht Stationen. | 8000 100 × 80            | Typ: Tierische Fossilien, Standard-/Referenzprofil, Schichtfolge, Gesteinsart Art: Kalkstein     | Steinbruch           | besonders wertvoll | Naturpark                                              |                                 |
| Aufgel. Steinbruch E von Hitzhofen                        | weitere Bilder | 176A041   | Hitzhofen Position    | Südliche Frankenalb     | Es handelt sich um den einzigen Steinbruch im Malm Zeta 3 (Mörnsheimer Schichten) im Gemeindegebiet und einen der fünf schönsten Aufschlüsse in gesamten Landkreis. Aufgeschlossen sind Wechsellagerungen von Bankkalken bis 30 cm Mächtigkeit und mergeligen Lagen. Der westliche Teil des Bruches liegt im Gemeindegebiet Hitzhofen und ist aufgelassen – das Verfüllen ist durch Beschilderung untersagt. Dagegen scheint der östliche Bereich (Gde. Böhmfeld) noch in Betrieb zu stehen. | 12000 120 × 100          | Typ: Gesteinsart Art: Kalkstein                                                                  | Steinbruch           | wertvoll           | Landschaftsschutzgebiet, Naturpark                     |                                 |
| Demlinger Steinbruch N von Großmehring                    | weitere Bilder | 176G001   | Großmehring Position  | Südliche Frankenalb     | Der große trichterartige Bruch lieferte das Material für den Festungsbau in Ingolstadt. Aufgeschlossen sind fossilreiche Riffdolomite und Riffschuttkalke des Malm Zeta 3–4. | 60000 300 × 200          | Typ: Steinbruch/Grube, Tierische Fossilien, Gesteinsart Art: Dolomitstein, Kalkstein             | Steinbruch           | wertvoll           | Naturdenkmal                                           |                                 |
| Pulverhöhle bei Breitenfurt                               |                | 176H001   | Dollnstein Position   | Südliche Frankenalb     | Hinter dem Höhleneingang führen zwei Gänge weiter, die nach wenigen Metern wieder aufeinander treffen. Bei Ausgrabungen wurden bedeutende vorgeschichtliche Funde gemacht. | 10 5 × 2                 | Typ: Karst-Horizontalhöhle Art: Kalkstein                                                        | Höhle                | wertvoll           | Landschaftsschutzgebiet, FFH-Gebiet, Naturpark         |                                 |
| Arndthöhle bei Attenzell                                  |                | 176H002   | Kipfenberg Position   | Südliche Frankenalb     | Über eine betonierte Treppe kann man bequem in die geräumige Höhle absteigen. | 1000 100 × 10            | Typ: Karst-Schacht-&Horizontalhöhle Art: Dolomitstein                                            | Höhle                | bedeutend          | Landschaftsschutzgebiet, Naturpark                     |                                 |
| Mammuthöhle E von Buchenhüll                              | weitere Bilder | 176H003   | Eichstätt Position    | Südliche Frankenalb     | Durch den mannshohen horizontalen Eingang erreicht man nach wenigen Metern einen größeren Raum, in den von oben der Schachteingang einmündet. Hier lagerten zahlreiche Skelette von eiszeitlichen Großsäugern. Beide Eingänge sind mit Gittern verschlossen. | 100 20 × 5               | Typ: Karst-Schacht-&Horizontalhöhle, Tierische Fossilien Art: Dolomitstein                       | Höhle                | bedeutend          | Landschaftsschutzgebiet, Naturpark                     |                                 |
| Steinzeithöhle N von Böhmfeld                             |                | 176H004   | Böhmfeld Position     | Südliche Frankenalb     | Die kurze, geräumige Höhle hat einen horizontalen- und einen Schachteingang. In den Sedimenten am Höhlenboden wurden zahlreiche Überreste von eiszeitlichen Tieren und Menschen gefunden. Beide Eingänge sind mit Gittern verschlossen. | 150 30 × 5               | Typ: Karst-Schacht-&Horizontalhöhle, Tierische Fossilien Art: Dolomitstein                       | Höhle                | bedeutend          | Landschaftsschutzgebiet, Naturpark                     |                                 |
| Höhle Grafsloch bei Mörnsheim-Altendorf                   |                | 176H005   | Mörnsheim Position    | Riesalb                 | Die auch als Steinerner Rosenkranz bezeichnete Höhle befindet sich nur etwa 200 m nordwestlich der Ortsmitte von Mörnsheim-Altendorf. Sie entstand vor rund 20 Mio. Jahren durch Lösungsvorgänge im Riffdolomit (Schwammriffe des Malm) im Bereich des Ur-Main. Die kleine, geräumige Höhle wurde schon im Paläolithikum, hier: vor etwa 60.000 bis 25.000 v. Chr., von Menschen (Neandertaler) genutzt. Dies ergaben Ausgrabungsbefunde von 1924/25. Weiter wurden Funde von eiszeitlicher Raubtier-Fauna gemacht. Sinterbildungen sind nur noch in unzugänglichen Höhlengängen festzustellen. Die Höhle liegt an einem markierten Wanderweg (Naturerlebnispfad Schäfchenweg), ist durch bauliche Maßnahmen gut zugänglich bzw. gesichert und wird durch eine Info-Tafel erläutert. Das Objekt steht als Bodendenkmal unter besonderem Schutz (Denkmal Nr. D-1-7132-0080). | 30 5 × 6                 | Typ: Karst-Horizontalhöhle Art: Dolomitstein                                                     | Höhle                | wertvoll           | Bodendenkmal, Landschaftsschutzgebiet, FFH-Gebiet      |                                 |
| Karstquellen Almosmühle N von Pfünz                       | weitere Bilder | 176Q001   | Walting Position      | Südliche Frankenalb     | Interessante Serie von Quellaustritten aus Klüften im Malm Delta. Tracerversuche haben Verbindungen zu Ponordolinen auf der Hochfläche belegt. | 48 12 × 4                | Typ: Verengungsquelle, Felswand/-hang, Gesteinsart Art: Kalkstein, Dolomitstein                  | Hanganriss/Felswand  | wertvoll           | Landschaftsschutzgebiet, FFH-Gebiet, Vogelschutzgebiet |                                 |
| Karstquelle Schambach in Schamhaupten                     | weitere Bilder | 176Q002   | Altmannstein Position | Südliche Frankenalb     | Die relativ gleichmäßige Quellschüttung beträgt ca. 330 l/s. Die Austritte liegen verteilt in einem großen Quellteich am Südrand des Tales. | 3600 120 × 30            | Typ: Verengungsquelle Art: Dolomitstein, Kalkstein                                               | kein Aufschluss      | wertvoll           | Naturpark                                              |                                 |
| Karstquelle Grüner Topf SE von Grösdorf                   | weitere Bilder | 176Q003   | Kipfenberg Position   | Südliche Frankenalb     | Der Quellaustritt ist gefasst. Der Grüne Topf steht in Verbindung mit Ponoren zwischen Gelbelsee und Irlahüll. | 48 12 × 4                | Typ: Verengungsquelle, Felswand/-hang Art: Kalkstein, Dolomitstein                               | Hanganriss/Felswand  | bedeutend          | Naturdenkmal, Naturpark                                |                                 |
| Schutterquelle N von Wellheim                             | weitere Bilder | 176Q004   | Wellheim Position     | Südliche Frankenalb     | Die Schutterquelle wurde ausgebaut und ihr Ablauf begradigt. Auf dem umlaufenden Wanderweg finden sich Hinweistafeln. | 90 15 × 6                | Typ: Verengungsquelle Art: Dolomitstein, Kalkstein                                               | kein Aufschluss      | bedeutend          | Landschaftsschutzgebiet, FFH-Gebiet, Naturpark         |                                 |
| Quellteich W von Kösching                                 | weitere Bilder | 176Q005   | Kösching Position     | Südliche Frankenalb     | Der Quelltopf erreicht eine Schüttung von ca. 140l/s. Am Grund sind mehrere kleine Sandvulkane zu erkennen. | 400 20 × 20              | Typ: Stauquelle Art: Kalkstein, Sand                                                             | kein Aufschluss      | wertvoll           | Naturdenkmal, Landschaftsschutzgebiet, Naturpark       |                                 |
| Karstquelle Obereichstätt                                 | weitere Bilder | 176Q007   | Dollnstein Position   | Südliche Frankenalb     | Die (teilweise in kurzen Stollen gefasste) Quelle liegt am Nordrand des ehemaligen Steinbruchs. Mit durchschnittlich ca. 700 l/s Schüttung handelt es sich um eine der bedeutendsten Karstquellen der Südlichen Frankenalb. Die Quelle liegt innerhalb eines umzäunten Firmengeländes. | 80 10 × 8                | Typ: Verengungsquelle Art: Kalkstein                                                             | kein Aufschluss      | wertvoll           | Naturpark                                              |                                 |
| Karstquelle Blaubrunnen W von Altdorf                     | weitere Bilder | 176Q008   | Titting Position      | Südliche Frankenalb     | Die durchschnittliche Schüttung der Karstquelle liegt deutlich über 100 l/s. Da es sich aber um eine Quelle aus dem Seichten Karst handelt, schwankt die Schüttung sehr stark. | 12 4 × 3                 | Typ: Schichtquelle Art: Kalkstein                                                                | kein Aufschluss      | bedeutend          | Naturdenkmal, Naturpark                                |                                 |
| Gailachquelle in Mühlheim                                 | weitere Bilder | 176Q009   | Mörnsheim Position    | Riesalb                 | In Mühlheim kommt das Wasser der Gailach wieder zutage, das etwa 4 km oberhalb versickert. Der Zusammenhang ist durch Markierungsversuch nachgewiesen. Oberhalb der Quelle stehen dickbankige Dolomite an. | 30 6 × 5                 | Typ: Verengungsquelle Art: Dolomitstein                                                          | Hanganriss/Felswand  | wertvoll           | Naturpark                                              |                                 |
| Wellheimer Trockental                                     | weitere Bilder | 176R001   | Wellheim Position     | Südliche Frankenalb     | Bis vor ca. 200.000 Jahren floss die Donau durch diese Talung und durchbrach am Galgenberg einen Mäander. Danach suchte sich die Donau ein neues Bett, zunächst kurzzeitig über das Schuttertal, dann durch das heutige Neuburger Durchbruchstal. | 7200000 9000 × 800       | Typ: Trockental, Umlauf-/Durchbruchsberg, Felsturm/-nadel Art: Dolomitstein, Kalkstein, Schotter | Hanganriss/Felswand  | besonders wertvoll | Landschaftsschutzgebiet, Naturpark                     | Bayerns schönste Geotope Nr. 60 |
| Dohlenfelsen E von Konstein                               | weitere Bilder | 176R005   | Wellheim Position     | Südliche Frankenalb     | An dieser Stelle stehen massige Kalke des Malm Delta-Zeta an. Im Bereich des Malm Epsilon sind Dolomitbänke zwischengeschaltet. Der markante Dohlenfelsen ist als Kletterfelsen berühmt. | 12500 250 × 50           | Typ: Felsturm/-nadel Art: Kalkstein, Dolomitstein                                                | Hanganriss/Felswand  | wertvoll           | Landschaftsschutzgebiet, FFH-Gebiet, Vogelschutzgebiet |                                 |
| Burgstein E von Dollnstein                                | weitere Bilder | 176R006   | Dollnstein Position   | Südliche Frankenalb     | Der an einem Talknick der Altmühl gelegene Kletterfelsen aus Massenkalken des Malm-Delta besitzt überregionalen Bekanntheitsgrad. Aus den umgebenden Dolomitgesteinen ist er markant herausgewittert. An seinem Fuß erkennt man teilweise die gesteinsbildenden verkieselten Tellerschwämme. Nach oben zu entwickelten sich Ooidkalke, die auf eine Entstehung in flachem Wasser hindeuten. | 90000 300 × 300          | Typ: Felsturm/-nadel, Felsburg Art: Kalkstein                                                    | Hanganriss/Felswand  | wertvoll           | Naturschutzgebiet, Landschaftsschutzgebiet, FFH-Gebiet | Bayerns schönste Geotope Nr. 3  |
| Doline zwischen Buch und Oberemmendorf                    |                | 176R007   | Kipfenberg Position   | Südliche Frankenalb     | Felddoline mit langem Zulaufgraben am Rand einer großen flachen Senke. | 400 20 × 20              | Typ: Doline Art: Dolomitstein                                                                    | kein Aufschluss      | bedeutend          | Landschaftsschutzgebiet, Naturpark                     |                                 |
| Saufelsen SE von Unteremmendorf                           |                | 176R008   | Kipfenberg Position   | Südliche Frankenalb     | Im Wald gelegene Felsgebilde. | 50 10 × 5                | Typ: Felsturm/-nadel Art: Dolomitstein                                                           | Hanganriss/Felswand  | bedeutend          | Landschaftsschutzgebiet, Naturpark                     |                                 |
| Langfelsen S von Unteremmendorf                           | weitere Bilder | 176R009   | Kinding Position      | Südliche Frankenalb     | Felsgruppe an der Abbruchkante der Hochfläche im Malm Delta. | 100 20 × 5               | Typ: Felswand/-hang Art: Dolomitstein                                                            | Hanganriss/Felswand  | geringwertig       | Landschaftsschutzgebiet, Naturpark                     |                                 |
| St. Michälsberg S von Kipfenberg                          |                | 176R010   | Kipfenberg Position   | Südliche Frankenalb     | Auf dem markanten Dolomit-Felssporn stand früher eine Burg. Beim Aufstieg von Kipfenberg passiert man eine kleine Höhle, in der vorgeschichtliche Funde gemacht wurden. | 10000 200 × 50           | Typ: Felsburg, Karst-Horizontalhöhle Art: Dolomitstein                                           | Hanganriss/Felswand  | wertvoll           | Landschaftsschutzgebiet, FFH-Gebiet, Vogelschutzgebiet |                                 |
| Ponordoline Wachenzell                                    |                | 176R011   | Pollenfeld Position   | Südliche Frankenalb     | Am Rand des Trockentales liegt eine kleine Felswand von tafelbankigen Schwammkalken mit verkieselten Schwämmen. Unterhalb dieser öffnet sich eine inaktive Ponorhöhle, die bis unter eine benachbarte felsige Doline zieht. Eine weitere kleine Doline liegt inmitten des Trockentales. | 1800 60 × 30             | Typ: Doline, Karst-Schacht-&Horizontalhöhle, Felswand/-hang Art: Kalkstein                       | Hanganriss/Felswand  | wertvoll           | Landschaftsschutzgebiet, Naturpark                     |                                 |
| Talhänge Pfahlbuck N von Böhming                          | weitere Bilder | 176R012   | Kipfenberg Position   | Südliche Frankenalb     | Die geschichtete Fazies des Weißjura Gamma wird hier von Riffdolomit überlagert. | 3000 150 × 20            | Typ: Felswand/-hang Art: Kalkstein, Dolomitstein                                                 | Hanganriss/Felswand  | bedeutend          | Landschaftsschutzgebiet, Naturpark                     |                                 |
| Schwammerling W von Kinding                               |                | 176R013   | Kinding Position      | Südliche Frankenalb     | Der aus tafelbankigen Dolomiten bestehende Pilzfelsen stellt eine typische Verwitterungsform dar. Er wird heute durch Betonfundamente gestützt. | 60000 300 × 200          | Typ: Felswand/-hang Art: Kalkstein, Mergelstein                                                  | Hanganriss/Felswand  | bedeutend          | Landschaftsschutzgebiet, FFH-Gebiet, Vogelschutzgebiet |                                 |
| Hubertusfelsen W von Unteremmendorf                       | weitere Bilder | 176R014   | Kinding Position      | Südliche Frankenalb     | Dolomitfelsen am Rand der Hochfläche. | 100 20 × 5               | Typ: Felswand/-hang Art: Dolomitstein                                                            | kein Aufschluss      | geringwertig       | Landschaftsschutzgebiet, Naturpark                     |                                 |
| Durchbruchsberg Arzberg E von Beilngries                  | weitere Bilder | 176R015   | Beilngries Position   | Südliche Frankenalb     | Der Arzberg ist der größte Durchbruchberg Europas. Der Durchbruch der Sulz in das Tal der Altmühldonau erfolgte vermutlich während des Riß-Spätglazials oder Riß-Würm-Interglazials. Dabei fiel das Ottmaringer Tal trocken, durch das heute der Main-Donau-Kanal verläuft. | 2000000 2000 × 1000      | Typ: Umlauf-/Durchbruchsberg Art: Kalkstein, Mergelstein                                         | kein Aufschluss      | besonders wertvoll | Landschaftsschutzgebiet, Naturpark                     |                                 |
| Arnsberger Leite N von Arnsberg                           | weitere Bilder | 176R016   | Kipfenberg Position   | Südliche Frankenalb     | Die Arnsberger Leite stellt einen ausgedehnten Steilhang mit eindrucksvollen Felsfreistellungen im Dolomit dar. Das Gebiet ist einer der artenreichsten Trockenstandorte im Naturraum der südlichen Frankenalb mit Vorkommen von äußerst seltenen Pflanzenarten und daher als Naturschutzgebiet ausgewiesen. | 450000 1500 × 300        | Typ: Felswand/-hang Art: Dolomitstein                                                            | Hanganriss/Felswand  | bedeutend          | Naturschutzgebiet, Landschaftsschutzgebiet, FFH-Gebiet |                                 |
| Pliozäne Schotterterrasse in Eichstätt                    |                | 176R017   | Eichstätt Position    | Südliche Frankenalb     | Kleiner Aufschluss von verfestigtem pliozänem Schotter. | 20 10 × 2                | Typ: Terrasse Art: Konglomerat                                                                   | kein Aufschluss      | wertvoll           | Naturpark                                              |                                 |
| Torfelsen S von Unteremmendorf                            | weitere Bilder | 176R018   | Kinding Position      | Südliche Frankenalb     | Die Naturbrücke von ca. 4 m Durchmesser entstand beim Einsturz einer Höhle. Sie liegt in der Fortsetzung eines kurzen Trockentales. Knapp westlich und östlich unterhalb des Felsentors liegen weitere kleine Höhlen. | 150 30 × 5               | Typ: Felswand/-hang Art: Dolomitstein                                                            | Hanganriss/Felswand  | wertvoll           | Landschaftsschutzgebiet, Naturpark                     |                                 |
| Maderfelsen NE von Dollnstein                             | weitere Bilder | 176R019   | Dollnstein Position   | Südliche Frankenalb     | Das Felsgebilde steht am Ortsrand von Dollnstein, hier befand sich einst der Zusammenfluss von Ur-Donau und Ur-Altmühl. | 500 50 × 10              | Typ: Felsturm/-nadel Art: Kalkstein                                                              | Hanganriss/Felswand  | bedeutend          | Naturschutzgebiet, Landschaftsschutzgebiet, FFH-Gebiet |                                 |
| Alter Burgsteinfelsen in Dollnstein                       | weitere Bilder | 176R020   | Dollnstein Position   | Südliche Frankenalb     | Der Felsen wird dem Malm Delta zugeordnet und schließt Schichten des Treuchtlinger Marmor auf. Die Häuserrückseiten sind direkt an den Felsen gebaut, auf dem Gipfel ist die Ruine einer Burg erhalten. Der ehemalige Mäander wurde von der Altmühl abgeschnitten. | 1000 50 × 20             | Typ: Umlauf-/Durchbruchsberg Art: Kalkstein                                                      | Hanganriss/Felswand  | wertvoll           | Naturpark                                              |                                 |
| Mühlfelsen N der Bubenrother Mühle                        | weitere Bilder | 176R021   | Dollnstein Position   | Südliche Frankenalb     | Der im Wald versteckte Felsen wird von einer Höhlenruine durchzogen. | 600 30 × 20              | Typ: Felsturm/-nadel, Karst-Horizontalhöhle Art: Kalkstein                                       | Hanganriss/Felswand  | wertvoll           | Landschaftsschutzgebiet, FFH-Gebiet, Vogelschutzgebiet |                                 |
| Alter Burgfelsen E von Aicha                              |                | 176R022   | Wellheim Position     | Südliche Frankenalb     | Das breite Felsmassiv im Massenkalk liegt im Wald versteckt. | 15000 150 × 100          | Typ: Felsburg Art: Kalkstein                                                                     | Hanganriss/Felswand  | bedeutend          | Landschaftsschutzgebiet, Naturpark                     |                                 |
| Schloßberg in Wellheim mit Felsentor                      | weitere Bilder | 176R023   | Wellheim Position     | Riesalb                 | Der Schloßberg in Wellheim, ein sehenswerter Riffstotzen, trägt eine Burgruine am Gipfel. Direkt an der Straße befindet sich ein großes Felstor mit Blick auf den Mäander der Ur-Donau. | 100000 500 × 200         | Typ: Felsburg, Karst-Halbh./Naturbrücke Art: Dolomitstein                                        | Hanganriss/Felswand  | bedeutend          | Landschaftsschutzgebiet, FFH-Gebiet, Vogelschutzgebiet |                                 |
| Kreuzelbergfelsen in Wellheim                             |                | 176R024   | Wellheim Position     | Riesalb                 | Ein Kreuzwegpfad mit zwölf Stationen und einer Kapelle führt zum Gipfel. | 200 20 × 10              | Typ: Felsturm/-nadel Art: Dolomitstein                                                           | Hanganriss/Felswand  | bedeutend          | FFH-Gebiet, Vogelschutzgebiet, Naturpark               |                                 |
| Finstereckfelsen N von Breitenfurt                        |                | 176R026   | Dollnstein Position   | Südliche Frankenalb     | Felsturm im Dolomit des Malm Delta. | 400 20 × 20              | Typ: Felsturm/-nadel Art: Dolomitstein                                                           | Hanganriss/Felswand  | bedeutend          | Landschaftsschutzgebiet, Naturpark                     |                                 |
| Kirchental NNW von Gungolding                             | weitere Bilder | 176R027   | Walting Position      | Südliche Frankenalb     | Auf der charakteristischen Wacholderheide liegen vereinzelt Felsen aus Riffdolomit. | 1000000 2000 × 500       | Typ: Trockental Art: Dolomitstein                                                                | Felshang/Felskuppe   | wertvoll           | Naturschutzgebiet, Landschaftsschutzgebiet, FFH-Gebiet |                                 |
| Schlossberg Arnsberg                                      | weitere Bilder | 176R028   | Kipfenberg Position   | Südliche Frankenalb     | Eindrucksvolle Felsburg im dolomitischen Malm Delta am Rand der Hochfläche. | 20000 200 × 100          | Typ: Felsburg Art: Dolomitstein                                                                  | Hanganriss/Felswand  | wertvoll           | Landschaftsschutzgebiet, FFH-Gebiet, Vogelschutzgebiet |                                 |
| Felsgruppe bei Obereichstätt                              |                | 176R029   | Dollnstein Position   | Südliche Frankenalb     | Nördlich und östlich des Ortes ragen die dickbankigen bis massigen Gesteine des mittleren Malms als markante Felsgruppe aus dem Hang. | 15000 300 × 50           | Typ: Felsgruppe, Felsturm/-nadel Art: Dolomitstein, Kalkstein                                    | Hanganriss/Felswand  | bedeutend          | Landschaftsschutzgebiet, FFH-Gebiet, Vogelschutzgebiet |                                 |
| Dolomitfels E von Möckenlohe                              |                | 176R030   | Adelschlag Position   | Südliche Frankenalb     | Der Riffdolomitfelsen ragt aus der sonst ebenen Wiese. | 4 2 × 2                  | Typ: Felskuppe Art: Dolomitstein                                                                 | Felshang/Felskuppe   | bedeutend          | Naturpark                                              |                                 |
| Felsburg mit Höhlenruine bei den Wielandshöfen            | weitere Bilder | 176R031   | Wellheim Position     | Riesalb                 | Aus dem Waldhang westlich der Wielandshöfe ragt eine massige Felsburg heraus, die von einer geräumigen und verzweigten Höhlenruine durchzogen ist. | 1500 50 × 30             | Typ: Felsburg, Karst-Horizontalhöhle Art: Dolomitstein                                           | Felshang/Felskuppe   | bedeutend          | Landschaftsschutzgebiet, Naturpark                     |                                 |
| Felsgruppe N von Aicha                                    | weitere Bilder | 176R032   | Wellheim Position     | Südliche Frankenalb     | Mehrere markante Felstürme ragen aus dem ehemaligen Prallhang der Altmühl-Donau. Am Westende der Felsengruppe liegt eine kurze Höhle, in der vorgeschichtliche Funde gemacht wurden. | 15000 300 × 50           | Typ: Felsgruppe, Felsturm/-nadel, Felsburg, Karst-Halbh./Naturbrücke Art: Kalkstein              | Hanganriss/Felswand  | bedeutend          | Landschaftsschutzgebiet, FFH-Gebiet, Vogelschutzgebiet |                                 |
| Galgenberg bei Wellheim                                   | weitere Bilder | 176R033   | Wellheim Position     | Südliche Frankenalb     | Der Galgenberg erinnert als Umlaufberg an die Erosionskraft der rißeiszeitlichen Altmühl-Donau. Er ist überwiegend aus Riffdolomiten aufgebaut, im Südosten liegt ein Aufschluss von Bankkalken des Malm Epsilon. | 210000 700 × 300         | Typ: Umlauf-/Durchbruchsberg, Trockental Art: Dolomitstein, Kalkstein                            | Felshang/Felskuppe   | wertvoll           | Landschaftsschutzgebiet, FFH-Gebiet, Naturpark         |                                 |
| Ponordoline Bolusgrube SE von Adelschlag                  |                | 176R034   | Adelschlag Position   | Südliche Frankenalb     | Die gehölzbestandene Ponordoline weist einen ausgeprägten Zulaufgraben in tertiären Deckschichten auf. Im Bereich des Schlucklochs steht Dolomit an, in den sich das Gewässer schluchtartig eingeschnitten hat. | 300 30 × 10              | Typ: Ponor Art: Dolomitstein, Lehm                                                               | Doline/Erdfall       | bedeutend          | Naturpark                                              |                                 |
| Ponordoline NW von Hofstetten                             |                | 176R035   | Hitzhofen Position    | Südliche Frankenalb     | Die große Ponordoline weist einen ausgeprägten Zulaufgraben auf. Am Rand der Doline sind Schotter aufgeschlossen, die vermutlich von einem Donau-Vorläufer im Pleistozän abgelagert wurden. | 600 40 × 15              | Typ: Doline, Ponor, Gesteinsart Art: Dolomitstein, Schotter                                      | Doline/Erdfall       | bedeutend          | Landschaftsschutzgebiet, Naturpark                     |                                 |
| Ponordoline SE von Schelldorf                             |                | 176R037   | Stammham Position     | Südliche Frankenalb     | Ein auffallend steiles und tiefes Blindtälchen endet in dieser Ponordoline. | 2000 100 × 20            | Typ: Doline Art: Kalkstein                                                                       | kein Aufschluss      | bedeutend          | Landschaftsschutzgebiet, Naturpark                     |                                 |
| Felsgruppe in der Groppenhofener Leite N von Ried         | weitere Bilder | 176R038   | Dollnstein Position   | Riesalb                 | An mehreren Stellen ragen massige Felsburgen und Felstürme aus dem Hang des Wellheimer Trockentals. In der östlichen Felspartie liegt auch eine Höhlenruine. | 30000 600 × 50           | Typ: Felsgruppe, Felsburg, Felsturm/-nadel, Karst-Halbh./Naturbrücke Art: Dolomitstein           | Hanganriss/Felswand  | bedeutend          | Landschaftsschutzgebiet, FFH-Gebiet, Vogelschutzgebiet |                                 |
| Felddoline N von Langensallach                            |                | 176R039   | Schernfeld Position   | Südliche Frankenalb     | In einer großen Geländemulde liegt die steile und tiefe Doline, an deren Hang stellenweise gebankte Kalke des Oberen Malms anstehen. | 8000 100 × 80            | Typ: Doline Art: Kalkstein                                                                       | Doline/Erdfall       | wertvoll           | Naturdenkmal, Naturpark                                |                                 |
| Uvala im Fuchsschlag N von Schönau                        |                | 176R040   | Schernfeld Position   | Südliche Frankenalb     | Durch die Vereinigung von über einem Dutzend benachbarter Dolinen entstand die dreieckige Uvala. | 15000 150 × 100          | Typ: Uvala, Doline Art: Dolomitstein                                                             | kein Aufschluss      | wertvoll           | Landschaftsschutzgebiet, Naturpark                     |                                 |
| Ponordoline am Wittmeßberg NE von Wellheim                |                | 176R041   | Adelschlag Position   | Südliche Frankenalb     | Am Grund der sehr großen und steilen Doline öffnet sich der Zugang zu einer kurzen, stark versturzgefährdeten Schachthöhle. | 1800 60 × 30             | Typ: Doline, Karst-Schachthöhle Art: Kalkstein                                                   | Höhle                | bedeutend          | Landschaftsschutzgebiet, Naturpark                     |                                 |
| Ponordoline SW von Denkendorf                             |                | 176R042   | Denkendorf Position   | Südliche Frankenalb     | Die auffallend große Ponordoline weist einen steilen, talartigen Zulaufgraben auf. Teilweise mehrere Meter tiefe Sackungen im Lehmgrund belegen die dynamische Entwicklung in diesem Objekt, das bei Hochwasser einen starken Zufluss aufweist. | 9000 300 × 30            | Typ: Ponor Art: Kalkstein                                                                        | kein Aufschluss      | wertvoll           | Naturpark                                              |                                 |
| Karstwanne Kessel NE von Kipfenberg                       |                | 176R043   | Kipfenberg Position   | Südliche Frankenalb     | Sehr große Karsthohlform mit teilweise steilen Rändern und zahlreichen Dolinen am sonst flachen Boden. Größer als die größten Dolinen, aber kleiner als die benachbarten Karstwannen von Buch und Gelbelsee. | 200000 500 × 400         | Typ: Polje, Dolinenfeld Art: Dolomitstein                                                        | Doline/Erdfall       | wertvoll           | Landschaftsschutzgebiet, Naturpark                     |                                 |
| Dolinenreihe N von Gelbelsee                              |                | 176R044   | Denkendorf Position   | Südliche Frankenalb     | Auf beinahe zwei Kilometer reiht sich Doline an Doline, teilweise mit Gesteinsaufschlüssen, im W und E mit großen Ponordolinen. | 190000 1900 × 100        | Typ: Dolinenfeld, Ponor Art: Dolomitstein                                                        | Doline/Erdfall       | wertvoll           | Landschaftsschutzgebiet, Naturpark                     |                                 |
| Doline mit Schacht im Schernfelder Forst                  |                | 176R045   | Schernfeld Position   | Südliche Frankenalb     | Am Rand der sehr großen, aber flachen Doline liegt eine kleinere steile Doline, an deren Grund sich der Zugang zu einer engen Schachthöhle öffnet. | 15000 150 × 100          | Typ: Doline, Karst-Schachthöhle Art: Kalkstein                                                   | Höhle                | wertvoll           | Landschaftsschutzgebiet, Naturpark                     |                                 |
| Sandsteinfelsen N der Sächenfartmühle                     |                | 176R046   | Nassenfels Position   | Südliche Frankenalb     | In einer ehemaligen Abbaustelle wurde ein Kreide-Sandsteinfelsen stehengelassen. Dieser weist bizarre löchrige Verwitterungsformen auf. | 20 5 × 4                 | Typ: Felsgruppe, Gesteinsart, Reliktgesteine Art: Sandstein                                      | Felshang/Felskuppe   | wertvoll           | Landschaftsschutzgebiet, Naturpark                     |                                 |
| Sandsteinfelsen am Hohenstein                             |                | 176R047   | Nassenfels Position   | Südliche Frankenalb     | Schöner großer Grobsandsteinfelsen mit interessanten Verwitterungsformen. In der Umgebung einige weitere Sandsteinblöcke. | 20 5 × 4                 | Typ: Felsturm/-nadel Art: Sandstein                                                              | Felshang/Felskuppe   | wertvoll           | Naturdenkmal, Landschaftsschutzgebiet, Naturpark       |                                 |
| Pfünzer Felsen                                            |                | 176R048   | Walting Position      | Südliche Frankenalb     | Markante Felsgruppe im tafelbankigen Dolomit (Malm Delta) an der Einmündung eines Trockentals in das Altmühltal oberhalb des Ortes Pfünz. | 1000 50 × 20             | Typ: Felsgruppe Art: Dolomitstein                                                                | Hanganriss/Felswand  | wertvoll           | Landschaftsschutzgebiet, Naturpark                     |                                 |
| Felsen am Speckberg W der Speckmühle                      |                | 176R049   | Nassenfels Position   | Südliche Frankenalb     | Felshang in dickbankigen bis massigen Riffschuttkalken des Malm Zeta 3. Dieses Gestein ist in dieser Qualität nur hier aufgeschlossen. | 200 20 × 10              | Typ: Felswand/-hang, Gesteinsart Art: Kalkstein                                                  | Felshang/Felskuppe   | wertvoll           | Naturdenkmal, Landschaftsschutzgebiet, Naturpark       |                                 |
| Felskanzeln V von Hagenacker                              |                | 176R050   | Schernfeld Position   | Südliche Frankenalb     | Nördlich von Hagenacker befinden sich an einem Prallhang des Urmains mehrere Felskanzeln. Die massigen Dolomite des Malm Delta im unteren Teil der Felsen werden pagodenartig von dünntafelbankigen Dolomiten des Malm Epsilon überlagert. | 10000 200 × 50           | Typ: Felswand/-hang, Schichtfolge, Prallhang Art: Dolomitstein, Kalkstein                        | Felshang/Felskuppe   | bedeutend          | Landschaftsschutzgebiet, FFH-Gebiet, Vogelschutzgebiet |                                 |
| Doline NW von Hofstetten                                  |                | 176R051   | Hitzhofen Position    | Südliche Frankenalb     | Nordwestlich von Hofstetten befindet sich eine der größten Dolinen des Landkreises. Ihre Entstehung ist auf Erosionsvorgänge im Riffdolomit des Oberen Jura zurückzuführen. Aufgrund der immer wieder nachrutschenden Flanken und der besonderen Wuchsform der dort stehenden Bäume kann ein anhaltendes Absenken des Bodens nicht ausgeschlossen werden. | 4875 75 × 65             | Typ: Doline Art: Dolomitstein                                                                    | Doline/Erdfall       | wertvoll           | Naturdenkmal, Landschaftsschutzgebiet, Naturpark       |                                 |
| Ponordoline NW von Oberzell                               |                | 176R052   | Hitzhofen Position    | Südliche Frankenalb     | Am Waldrand nordwestlich von Oberzell befindet sich ein aktiver Ponor im Riffdolomit. Er wird von einem Wegseitengraben gespeist. Der trichterförmige Zulauf ist im oberen Drittel von einer massiven Mauer abgetrennt, wodurch der obere Bilder 1 und 2). Knapp 100 m westlich der Ponordoline befindet sich im Hochwald eine weitere, scheinbar ebenfalls aktive Doline (Bereich zum Wasserreservoir umfunktioniert wurde (Bilder 3 und 4). Ein mutmaßliches Dolinenfeld, wie im Landschaftspflegekonzept erwähnt, konnte im Frühjahr 2016 nicht (mehr?) festgestellt werden. | 108 18 × 6               | Typ: Ponor Art: Dolomitstein                                                                     | Doline/Erdfall       | wertvoll           | Landschaftsschutzgebiet, Naturpark                     |                                 |
| Schmiedfelsen bei Mörnsheim                               |                | 176R057   | Mörnsheim Position    | Riesalb                 | Der auffällige, nahezu frei stehende etwa 15 m hohe Schwammriff-Stotzen (Riffdolomit des Malm) befindet sich unmittelbar hinter dem Anwesen Maxbergweg 1 in Mörnsheim. Er ist von einem Trocken-/Magerrasen umgeben und wirkt daher besonders eindrucksvoll. | 25 5 × 5                 | Typ: Felsturm/-nadel Art: Dolomitstein                                                           | Hanganriss/Felswand  | bedeutend          | FFH-Gebiet, Vogelschutzgebiet, Naturpark               |                                 |
| Blaubruch NW von Mörnsheim                                |                | 176A023   | Mörnsheim Position    | Riesalb                 | Der Steinbruch erschließt ein Profil in den Solnhofener Schichten. Zusätzlich sind kleine Karsthohlräume angeschnitten, die teilweise mit kreidezeitlichem Sandstein oder tertiärem Verwitterungslehm verfüllt sind. Die Schichtfolge hier wird den Solnhofener Schichten zugerechnet. Der Karbonatgehalt einer Bank nimmt von der Basis einer Bank zur Mitte hin zu und dann wieder ab. Dies lässt sich im Aufschluss leicht erkennen: die einzelnen Bänke stehen in der Mitte weiter heraus als unten und oben. Dieser Unterschied zu den üblichen Solnhofener Schichten hebt den Blaubruch gegenüber den anderen Brüchen heraus. | 3000 60 x 50             | Typ: Schichtfolge Art: Kalkstein                                                                 | Steinbruch           | wertvoll           | Naturpark                                              |                                 |
| Ehemaliger Steinbruch Horstberg bei Mörnsheim             |                | 176A024   | Mörnsheim Position    | Riesalb                 | Der aufgelassene Steinbruch bietet ein umfangreiches Profil von den Oberen Solnhofener Schichten mit der Hangenden Krummen Lage bis zu den dickbankigen und fossilreichen Mörnsheimer Schichten. | 10000 200 x 50           | Typ: Schichtfolge Art: Kalkstein                                                                 | Steinbruch           | wertvoll           | FFH-Gebiet, Vogelschutzgebiet, Naturpark               |                                 |
| Sandsteinvorkommen N von Nassenfels                       |                | 176A029   | Adelschlag Position   | Südliche Frankenalb     | Oberhalb einer kleinen Doline erheben sich mehrere Sandsteinfelsen als Härtlinge aus dem Waldboden. Der Sandstein ist stark löchrig verwittert und weist einige enge Karströhren auf. Die größte Besonderheit ist eine blankpolierte Fläche in Augenhöhe, die möglicherweise einen Bärenschliff darstellt. | 60 10 x 6                | Typ: Spurenfossilien, Reliktgesteine, Doline Art: Sandstein                                      | Felshang/Felskuppe   | wertvoll           | Landschaftsschutzgebiet, Naturpark                     |                                 |